# NFKBIE
NFKBIE‏ (NFKB inhibitor epsilon) هوَ بروتين يُشَفر بواسطة جين NFKBIE في الإنسان.